# Mladen Iveković
Mladen Iveković, hrvaški komunist, pravnik, diplomat, partizan in pisatelj, * 1. april 1903, Zagreb  † 1970.
Pravo z doktoratom je zaključil v Zagrebu, nato študiral tudi družbene vede v Parizu. Že od študentskih let je deloval v revolucionarnem delavskem gibanju, član KPJ pa je postal leta 1934. Sodeloval je v levih literarnih časopisioh, mdr. kot eden od pobudnikov in urednik Pregleda. Leta 1935 je bil sekretar Glavnega inicaitivnega odbora Enotne delavske stranke (Jedinstvena radnička stranka). Večkrat je bil aretiran in zaprt, 1936 in 1938 je prišel tudi pred Sodišče za zaščito države. 1939-41 je deloval v Agitpropu CK KPH in uredništvu Vjesnika radnog naroda. 
Leta 1941 se je pridružil NOGu, bil kot ilegalec aretiran in zaprt v koncentracijsko taborišče Jasenovac, iz katerega je bil osvobojen. Bil je član izvršnega odbora AVNOJa (po 1. zasedanju 1942) in ZAVNOHa, pri katerem je vodil propagandni odsek in bil urednik Vjesnika.
Po drugi svetovni vojni je bil minister za industrijo in rudarstvo v hrvaški vladi, član jugoslovanskih delegacij na povojnih mednarodnih konferencah, poslanik v Italiji - Rimu (1947-51) in v Zahodni Nemčiji v Bonnu (1952-56), nato namestnihk državnega sekratarja za zunanje zadeve in od 1958 predsednik zveznga sveta/zbora Zvezne skupščine v Beogradu in od 1959 član CK KPH. Po upokojitvi leta 1965 je postal član vodstva republiške konference SZDL Hrvaške.

## Dela
- Hrvaška leva inteligenca 1918-1945
- Nepokorena zemlja (vojni dnevnik)